# 北陸精機
株式会社北陸精機（ほくりくせいき）は、富山県魚津市に所在する株式会社である。

## 事業内容
各種装置の製造
自動車向けプレス間搬送設備、各種クレーン、除雪機器などの製作を行っている。
小水力発電機の製造
低落差の用水路に適した小水力発電装置『パワーアルキメデス』を2010年に開発、2017年にミャンマーの農村に2基設置した。
1975年前後までは機械部門加工が中心であったが、第一次オイルショックの影響で100人近くいた従業員を30人にまで削減し、設計部門を含んだ開発型企業へと体質転換した。

## 沿革
以下の沿革は、個別に出典が提示されているものを除き、右記のものを使用する。
- 1959年4月 - 魚津市上村木に谷口鉄工所（谷口鉄鋼）を個人創業。
- 1961年3月 - 北陸精機工業所と改名。
- 1965年 - 本社を魚津市吉島に移転。
- 1971年
  - 7月 - 鉄筋4階建て社員寮が完成。
  - 8月 - 現社名の北陸精機に改称。
- 1978年8月 - 吉島の本社工場を現在地に移転。
- 1991年5月 - コンピュータ制御の精密板金加工に乗り出すため、精密板金工場が竣工。
- 2005年8月 - 粉塵対策など作業環境を向上させるため、組立専用工場を新設。
- 2006年8月末 - 本社工場に隣接して製品の大型化に対応出来る海外向けの第二組立工場完成。

## 事業所
本社工場
富山県魚津市道坂103
青海支店
新潟県糸魚川市青海3040

## 機械技術博物館
2007年に開館した第二組立工場内にあるミニ機械博物館。創業当時に使用していた明治初年 - 昭和初期にかけての古い機械（最古はイギリス製ラジアルボール機という穴開け機）が展示されていて、自社の社員や取引先、工業系の学生等に利用されている。

## 関連企業
北陸プラント建設
建設事業部を独立させ、1980年に設立。
アンテロープ
ゴルフ練習場。1987年設立。